# 若宮正子
若宮 正子（わかみや まさこ、1935年〈昭和10年〉4月19日 - ）は、日本のITエヴァンジェリスト。電子掲示板「メロウ倶楽部」副会長。2017年に81歳でiPhoneアプリ「hinadan」を開発した世界最高齢のプログラマー。ハンドルネームは「マーチャン」。

## 経歴・人物
1935年、現在の東京都杉並区阿佐谷に3人兄弟の末っ子の長女として生まれる。太平洋戦争開戦後に国民学校に入学し、戦争末期の9歳の時には長野県の鹿教湯温泉に半年間学童疎開した。三菱鉱業に勤務する父の転勤に伴い、小学4年から中学1年までは兵庫県朝来郡生野町で過ごした。終戦後、10歳の時に親戚の家まで汽車で片道最大4時間をかけて初めて一人旅をして以来旅行を趣味としており、40代になってからは毎年海外旅行に行っている。50代で英検準1級を取得。新制中学校の授業をきっかけに、英語に興味を持った。
東京教育大学附属高等学校を卒業後、三菱銀行に就職。札勘定やそろばんが苦手だったため、入行当初は「仕事ができる人」ではなかったとしている。しかし、機械で紙幣を数える時代になると、企画開発セクションに配属され、人事評価も変化した。男女雇用機会均等法の施行後には昇進試験を受験することができ、当時の女性としては珍しい管理職に就任している。定年時には銀行の関連会社の副部長にまで昇進し、定年退職した後も週3日銀行で勤務した。
定年退職後、母親の介護をするために外出が減り、それまで付き合いのあった友人らと疎遠になってしまったことから、パソコン通信で友人を作るためパソコンを購入した。購入後、3か月かけてパソコン通信に接続し、「メロウ倶楽部」に参加した。紙袋やしおり、ブックカバーなどのデザインをMicrosoft Excelの罫線機能とセルの塗りつぶし機能を用いて作成する「エクセルアート」を考案し、マイクロソフトから「エクセルの新しい使い方」であるという評価を受けた。2014年には「TEDxTokyo」に登壇し、英語でスピーチをしている。
スマートフォン用ゲームの多くは若年層向けに作られていて、シニア世代が使いやすいものではないということに着目し、2016年夏ゲームアプリの開発に着手した。小泉勝志郎からプログラミングの教えを受けて開発した、雛人形をひな壇に正しく配置するiPhone用ゲームアプリ「hinadan」は、App Storeにて2017年2月に配信が開始された。81歳でアプリを開発した実績からWorldwide Developers Conference 2017に招待され、AppleCEOのティム・クックからは「世界最高齢のアプリ開発者」と紹介されている。さらに、2018年2月の国際連合総会では、高齢化社会とデジタル技術の活用をテーマに基調講演を行った。内閣府が主催した「人生100年時代構想会議」にも82歳の最年長メンバーとして参加した。2021年、デジタル庁デジタル社会構想会議構成員、内閣官房情報通信技術（IT）総合戦略室「デジタルの日」検討委員会構成員に就任。
旅行先で撮影した動画を編集してYouTubeに投稿するYouTuberとしても活動している。

## 著書
- 『マーチャンがゆく 北欧編』未来文化社、1998年。ISBN 4898060153。
- 『熟年さんのパソコン物語』里文出版、1999年。ISBN 4898061117。
- 『パソコンでいきいきシルバーライフ』里文出版〈Ribun Books〉、2002年。ISBN 4898061648。
- 『花のパソコン道 パソコンでいきいきライフ―熟年さんのパソコン物語』インプレスR&D〈NextPublishing〉、2014年。ISBN 9784844396420。
  - 『花のパソコン道 パソコンでいきいきライフ―熟年さんのパソコン物語』（ワイド版）インプレスR&D〈NextPublishing〉、2017年。ISBN 9784844397588。
- 『60歳を過ぎると、人生はどんどんおもしろくなります。』新潮社、2017年。ISBN 9784103513711。
- 『明日のために、心にたくさん木を育てましょう』ぴあ、2017年。ISBN 9784835638409。
- 『独学のススメ 頑張らない!「定年後」の学び方10か条』中央公論新社〈中公新書ラクレ〈655〉〉、2019年。ISBN 9784121506559。
- 『老いてこそデジタルを。』1万年堂出版、2019年。ISBN 9784866260532。
- 『昨日までと違う自分になる』KADOKAWA、2023年。
- 『88歳、しあわせデジタル生活　もっと仲良くなるヒント、教えます』中央公論新社、2023年。ISBN 9784120056703。
- 『和田秀樹、世界のマーチャンに会いに行く』小学館、2023年。和田秀樹共著
- 『やりたいことの見つけかた-89歳、気ままに独学』中央公論新社、2024年。